# Bouchavesnes-Bergen
Bouchavesnes-Bergen és un municipi francès situat al departament del Somme i a la regió dels Alts de França. L'any 2007 tenia 327 habitants.

## Demografia

### Població

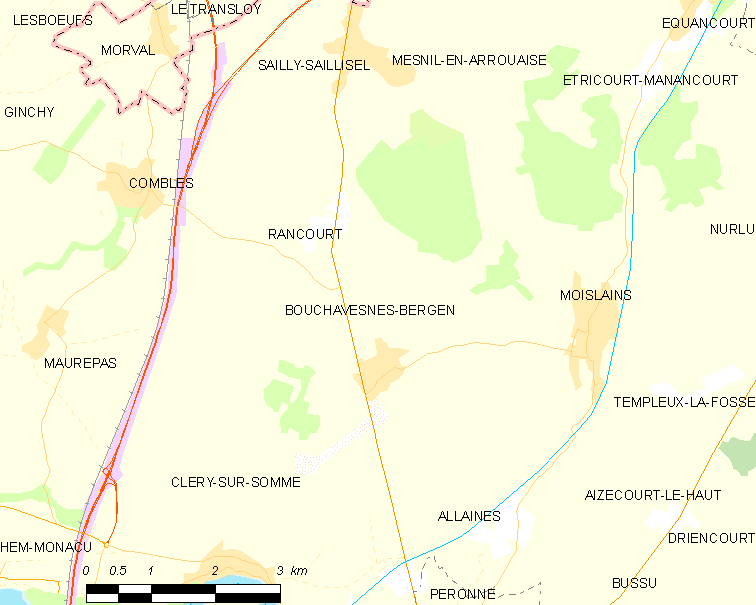

El 2007 la població de fet de Bouchavesnes-Bergen era de 327 persones. Hi havia 118 famílies de les quals 20 eren unipersonals (8 homes vivint sols i 12 dones vivint soles), 35 parelles sense fills, 55 parelles amb fills i 8 famílies monoparentals amb fills.
La població ha evolucionat segons el següent gràfic:
Habitants censats

### Habitatges

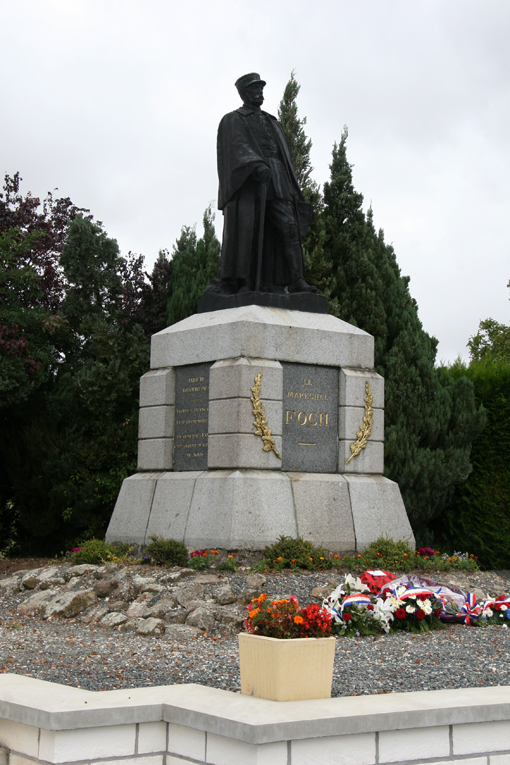

El 2007 hi havia 129 habitatges, 117 eren l'habitatge principal de la família, 4 eren segones residències i 8 estaven desocupats. Tots els 126 habitatges eren cases. Dels 117 habitatges principals, 96 estaven ocupats pels seus propietaris, 16 estaven llogats i ocupats pels llogaters i 6 estaven cedits a títol gratuït; 1 tenia una cambra, 2 en tenien dues, 13 en tenien tres, 32 en tenien quatre i 69 en tenien cinc o més. 95 habitatges disposaven pel capbaix d'una plaça de pàrquing. A 44 habitatges hi havia un automòbil i a 62 n'hi havia dos o més.

### Piràmide de població
La piràmide de població per edats i sexe el 2009 era:
| Homes | Edats   | Dones |
| ----- | ------- | ----- |
| 0     | 95 o +  | 0     |
| 0     | 90 a 94 | 0     |
| 0     | 85 a 89 | 0     |
| 0     | 80 a 84 | 4     |
| 4     | 75 a 79 | 4     |
| 12    | 70 a 74 | 12    |
| 4     | 65 a 69 | 0     |
| 0     | 60 a 64 | 4     |
| 8     | 55 a 59 | 4     |
| 8     | 50 a 54 | 16    |
| 16    | 45 a 49 | 8     |
| 8     | 40 a 44 | 4     |
| 24    | 35 a 39 | 12    |
| 20    | 30 a 34 | 16    |
| 4     | 25 a 29 | 12    |
| 8     | 20 a 24 | 4     |
| 12    | 15 a 19 | 20    |
| 12    | 10 a 14 | 8     |
| 16    | 5 a 9   | 16    |
| 24    | 0 a 4   | 8     |

## Economia

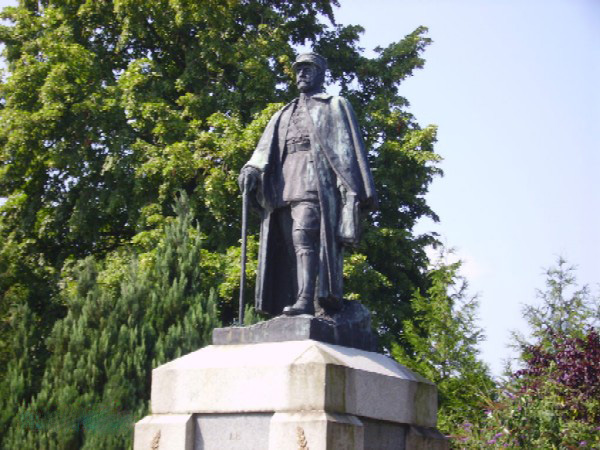

El 2007 la població en edat de treballar era de 231 persones, 158 eren actives i 73 eren inactives. De les 158 persones actives 131 estaven ocupades (76 homes i 55 dones) i 27 estaven aturades (14 homes i 13 dones). De les 73 persones inactives 21 estaven jubilades, 24 estaven estudiant i 28 estaven classificades com a «altres inactius».

### Ingressos
El 2009 a Bouchavesnes-Bergen hi havia 123 unitats fiscals que integraven 339,5 persones, la mediana anual d'ingressos fiscals per persona era de 16.303 €.

### Activitats econòmiques
Dels 6 establiments que hi havia el 2007, 1 era d'una empresa de construcció, 4 d'empreses de comerç i reparació d'automòbils i 1 d'una empresa de transport.
L'únic servei als particulars que hi havia el 2009 era un paleta.
L'any 2000 a Bouchavesnes-Bergen hi havia 7 explotacions agrícoles.

## Equipaments sanitaris i escolars
El 2009 hi havia una escola elemental integrada dins d'un grup escolar amb les comunes properes formant una escola dispersa.

## Poblacions més properes
El següent diagrama mostra les poblacions més properes.